# سوزان سميث
سوزان سميث (بالإنجليزية: Susan Dey)‏ هي عارضة وممثلة أمريكية، ولدت في 10 ديسمبر 1952 في الولايات المتحدة.

## وصلات خارجية
- سوزان سميث على موقع IMDb (الإنجليزية)
- سوزان سميث على موقع ألو سيني (الفرنسية)
- سوزان سميث على موقع ميوزك برينز (الإنجليزية)
- سوزان سميث على موقع أول موفي (الإنجليزية)
- سوزان سميث على موقع قاعدة بيانات الأفلام السويدية (السويدية)
- سوزان سميث على موقع إن إن دي بي (الإنجليزية)
- سوزان سميث على موقع قاعدة بيانات الفيلم (الإنجليزية)
- سوزان سميث على موقع كينوبويسك (الروسية)